# Chropov
Chropov (in ungherese Sziklabánya) è un comune della Slovacchia facente parte del distretto di Skalica, nella regione di Trnava.